# 家族、貸します 〜ファミリー・コンプレックス〜
『家族、貸します 〜ファミリー・コンプレックス〜』（かぞく、かします ファミリーコンプレックス）は、2012年7月27日21時 - 22時54分に日本テレビ系で放送されたテレビドラマである。主演は玉木宏。視聴率は9.7%。

## 概要
2012年4月6日に映画放送枠から映画・スペシャルドラマ兼用枠にリニューアルされた『金曜ロードSHOW!』で放送された、特別ドラマ企画の第1作。
映画に負けない新感覚ドラマを制作するというコンセプトで、劇作家の鴻上尚史が初めてテレビドラマの脚本に挑戦し、完全オリジナルドラマを書き下ろした。日本テレビ初となるオンライン試写会が、GyaO!サイト内で実施された。

## あらすじ
東大卒の山室修司は勤めていた証券会社を辞めて、「困っている人を手助けして社会貢献する」「犯罪には加担しない」を理念に、お受験の親の面接の代行や冠婚葬祭の代理出席などの一風変わった人材派遣会社「ファミリー・ロマンス」を設立する。そこに面接に来た小橋紅子は即、仮採用され仕事を任されるが、本当に社会貢献になっているのかと、会社の仕事に疑問を持つ。
そんなある日、がんで余命わずかという戸崎龍之介が、映画『エンディングノート』のように愛する家族に見守られながら最期を迎えたいと、レンタル家族の依頼のために訪れる。戸崎の妻役にはベテラン社員の尾野恵と、娘役には紅子が派遣されることになる。疑問を持ったまま戸崎の家に行く紅子だが、いたたまれなくなり、ある日修司に訴える。

## キャスト

### ファミリー・ロマンス
山室 修司
演 - 玉木宏
社長。東大卒で時代の寵児と呼ばれている。
小橋 紅子
演 - 田中麗奈
面接に来て仮採用される。
澤 香織
演 - 吹石一恵
総務統括。修司の右腕として会社を取り仕切っている。
尾野 恵
演 -  山口いづみ
ベテラン社員。
吉川 謙一郎
演 - 中山祐一朗
社員。
久保 琴音
演 - 能世あんな
社員。
大隈 陸
演 - 野間口徹
社員。

### 戸崎家
戸崎 龍之介
演 - 竹中直人
ファミリー・ロマンスに派遣の依頼に来る。がんで余命半年の宣告を受けている。
戸崎 正太
演 - 染谷将太
龍之介の息子。
はづき
演 - 安藤サクラ
正太の身重の年上の妻。
戸崎千恵子
演 - 筒井真理子
龍之介の妻。龍之介とは別居している。
戸崎 茜
演 - 馬渕英俚可
龍之介の娘。千恵子とともに龍之介とは別居している。

### 小橋家
小橋 明弘
演 - 三遊亭円楽
紅子の父。
小橋 桃子
演 - 朝加真由美
紅子の母。

### 山室家
山室 由紀子
演 - 藤吉久美子
修司の義母。
山室 博
演 - 中原丈雄
修司の父。入院中。

### その他
黒田 美紀
演 - 濱田マリ
秀愛学園小学校教務部長。
佐々木 夏希
演 - 虻川美穂子
ファミリー・ロマンスの依頼者。秀愛学園小学校のお受験面接のために、父親のレンタルを依頼する。
藤崎 航
演 - 石田竜輝
謎の小学生。いつもファミリー・ロマンスに入り浸っている。
田原 総一朗（本人役）
演 - 田原総一朗
インタビュアー。

## スタッフ
- 脚本：鴻上尚史
- 演出：久保田充
- プロデューサー：次屋尚、大塚英治（ケイファクトリー）
- チーフプロデューサー：神蔵克、宮崎啓子
- 制作協力：ケイファクトリー
- 製作著作：日本テレビ

## 関連商品
- DVD及びBlu-ray：2012年10月31日、バップ（VPBX-13718 / VPXX-71234）[5]